# 宗彧之
宗彧之（382年—431年），字叔粲，南阳郡涅阳县（今河南省镇平县南）人，东晋、南朝宋隐士。宗炳的堂弟。
宗彧之很小的时候父母去世，成了孤兒，服侍兄長恭敬謹慎。家中雖窮，却愛好讀書，雖然文章義理不如宗炳，但是淡泊淳真却超過了他。朝廷的徵召一概不應。本州徵聘他爲主簿，以秀才薦舉他，都不應命。凡公私饋贈之物，一件也不接受。刘裕受禪登位，徵召他担任著作佐郎，但他不到任。宋文帝元嘉初年，大使陸子真到地方了解民情風俗，三次到宗彧之家，求見一面，宗彧之都托病不見，告訴來人説：“我本是一個鄉間百姓，從小長在耕種的田野之中，怎麽能讓高官枉駕來訪呢？”陸子真回京，上表推薦他，朝廷徵聘他爲員外散騎侍郎，還是不就職。元嘉八年（431年）去世，逝世於家中，時年五十歲。